# 小軽米バイパス

小軽米バイパス（こがるまいバイパス）は、岩手県九戸郡軽米町を通る国道395号のバイパス道路。

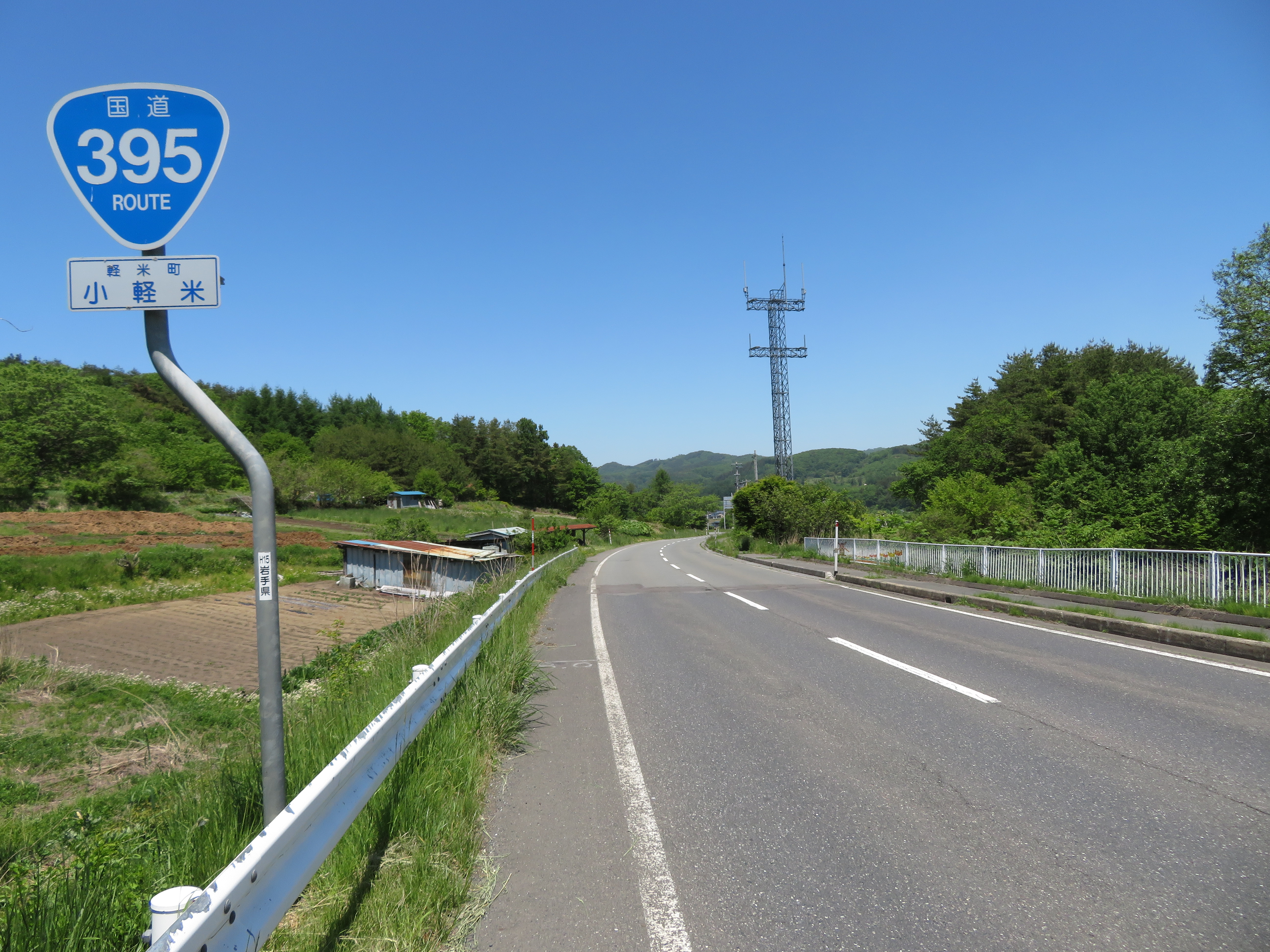
岩手県九戸郡軽米町小軽米付近

## 概要
軽米町小軽米地区にある幅員狭小・急カーブ区間を解消する目的で建設。2001年12月21日開通。これに併せて、接続する県道軽米九戸線も一部ルート変更された。

### 路線データ
- 起点：軽米町小軽米字上増子内
- 終点：軽米町小軽米字八木沢

## 地理

### 交差する道路
- 岩手県道22号軽米九戸線